# Alstroemeria huemulina
Alstroemeria huemulina este o specie de plante monocotiledonate din genul Alstroemeria, familia Alstroemeriaceae, descrisă de Pierfelice Ravenna. Conform Catalogue of Life specia Alstroemeria huemulina nu are subspecii cunoscute.